# Bootshafen der Marineschule Mürwik

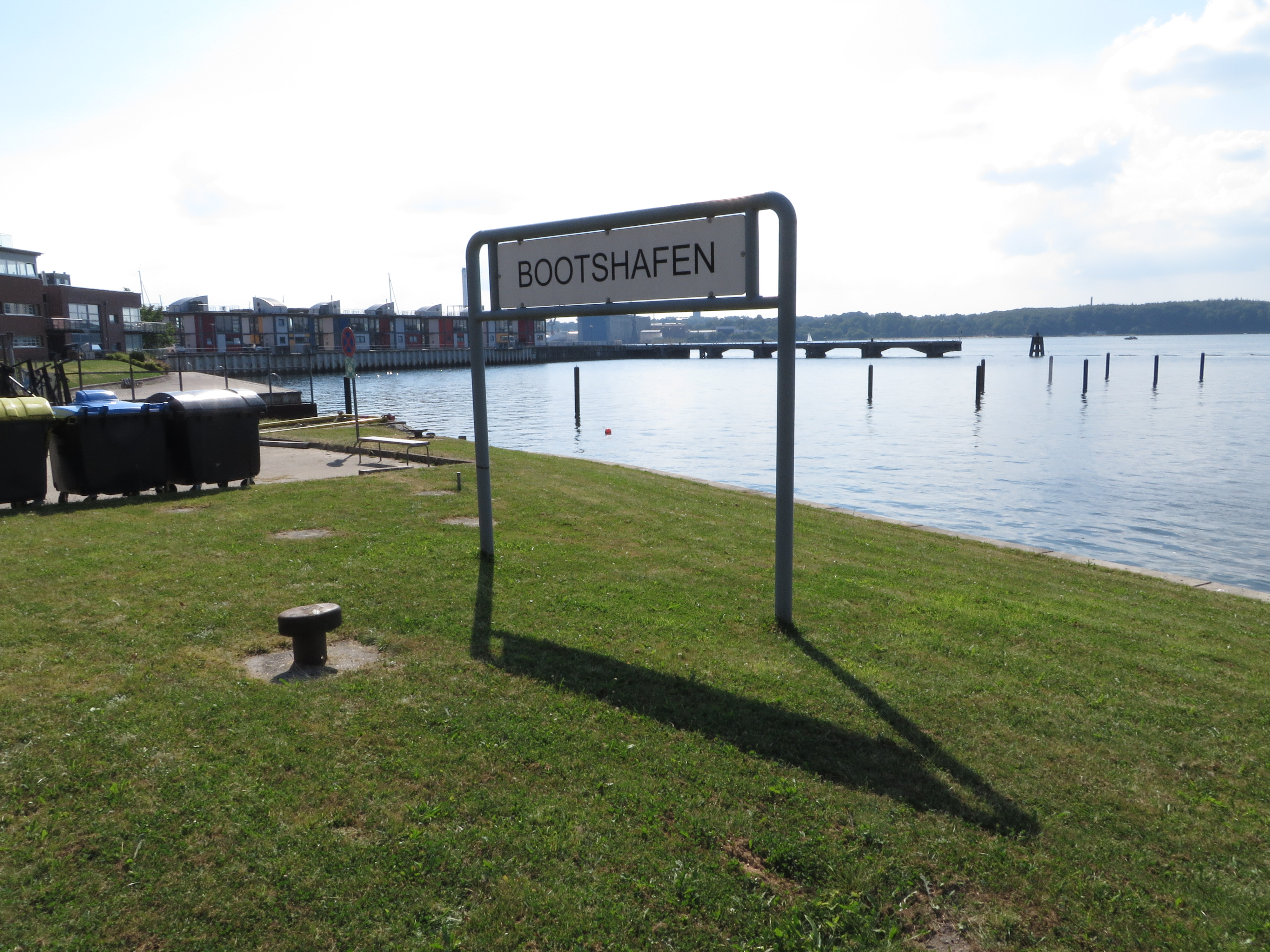
Bootshafen-Schild (2014)

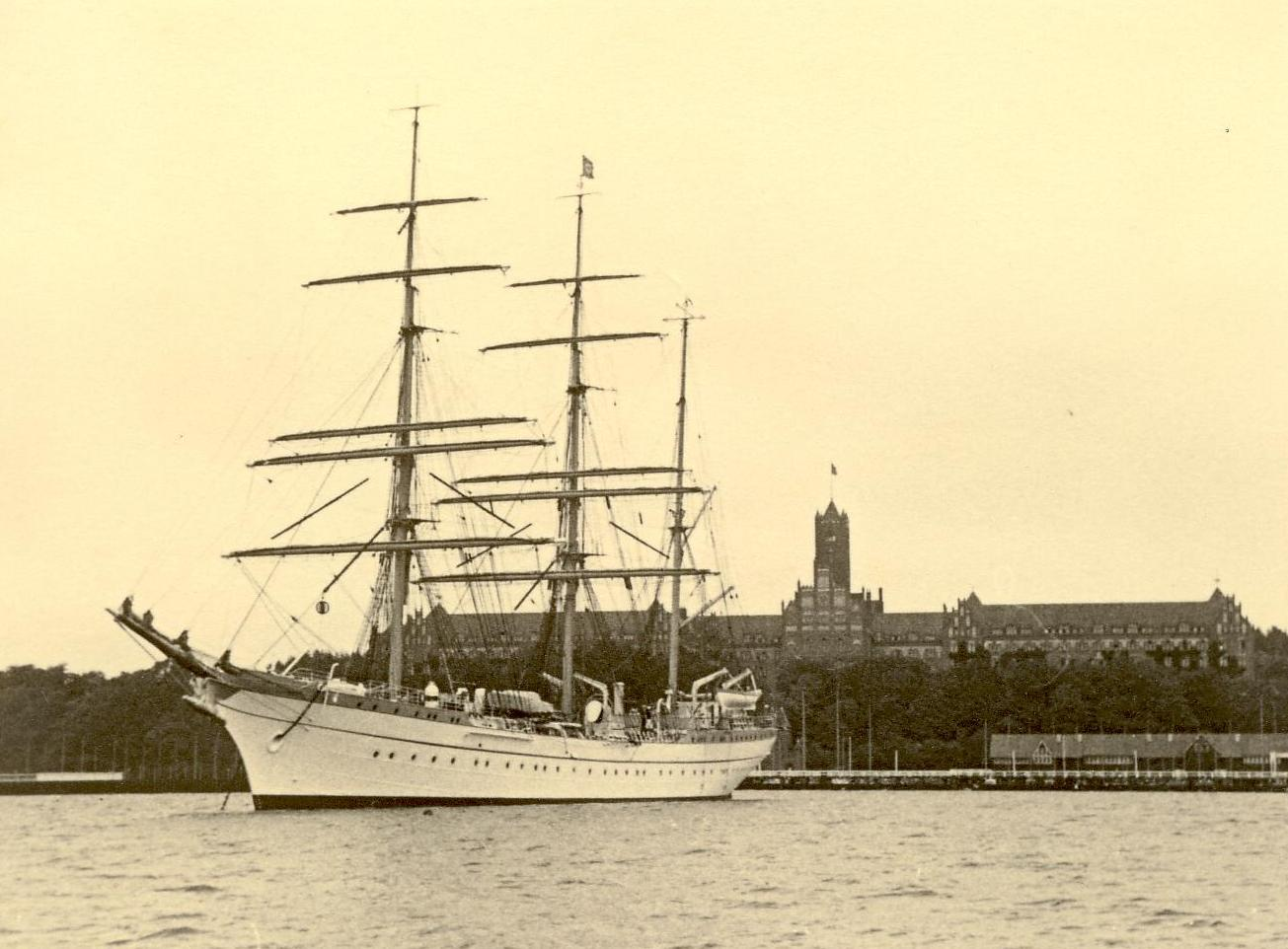
Die Horst Wessel (heute Eagle), Schiff der Gorch-Fock-Klasse, beim Bootshafen vor der Marineschule 1937

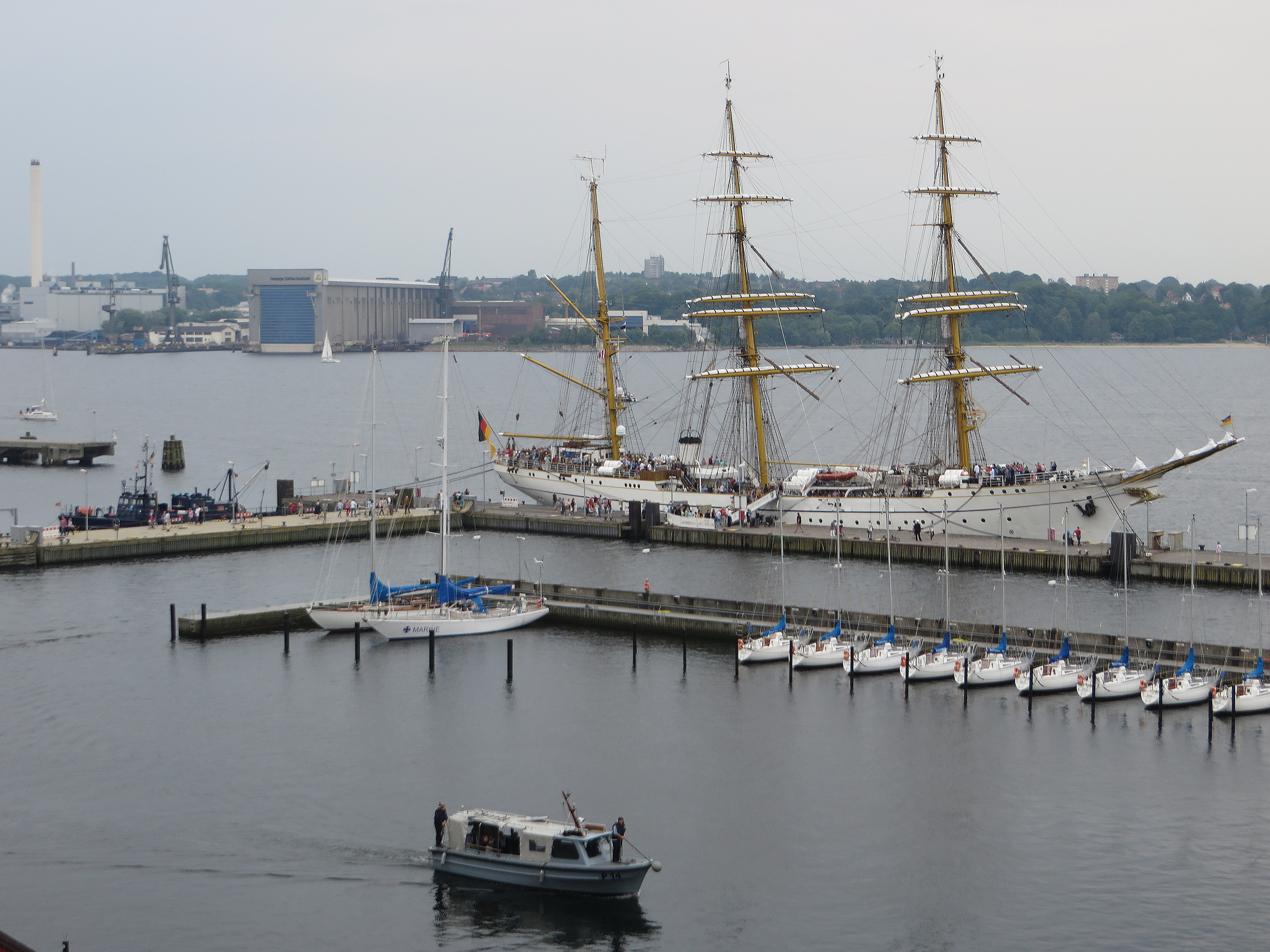
Der Bootshafen mit Gorch Fock, Segelbooten und Segelschiffen der MSM im Juni 2015

Der Bootshafen der Marineschule Mürwik an der Flensburger Förde, jenseits des Flensburger Hafens entstand zusammen mit der Marineschule bis 1910. Heute wird er weiterhin als Hafen für kleine Boote und Schiffe der Marine genutzt. Mindestens einmal im Jahr liegt für kurze Zeit das Segelschulschiff der Schule, die Gorch Fock, am Bootshafen. Wichtige Bestandteile des Bootshafens wurden als Kulturdenkmale Mürwiks eingetragen.

## Geschichte
Der Bootshafen mit dazugehöriger Bootstreppe entstand in den Jahren 1907 bis 1910 nach den Plänen von Adalbert Kelm. Eine Abbildung der Schule mit einem frühen Entwurf des Bootshafens befindet sich heute noch im Fundus des Wehrgeschichtlichen Ausbildungszentrums.
Der am Wasser liegende Bootsschuppen I wurde in den 1930er Jahren erweitert. Ungefähr 1937 wurde ein weiteres Gebäude, das Motorenwerk am Bootshafen errichtet. Am 28. Mai 1936 besuchte Adolf Hitler mit der Aviso Grille den Hafen vor der Marineschule Mürwik. Der streng geheime und somit nicht öffentliche Besuch begann mit einer Besichtigung der Marineschule. Am Abend nahm Hitler am Nachttorpedoschießen des zeitgleich eingetroffenen Panzerschiffes Admiral Graf Spee teil. Vier Jahre zuvor war Hitler schon einmal in Flensburg gewesen (Vgl. Wahlkampfauftritt von Adolf Hitler im Flensburger Stadion 1932). Nachdem am 23. Mai 1945 der Sonderbereich Mürwik vollständig besetzt worden war, wurden die Segelyachten der Marineschule Mürwik konfisziert und abtransportiert. Von diesen Schiffen kamen einige nach Kiel, wo sie anschließend unter dem Stander des British Kiel Yachtclub (vgl. Kieler Yacht-Club) segelten. Das damals ebenfalls in Flensburg liegende Segelschulschiff Albert Leo Schlageter (heute Sagres) wurde 1945 ebenso beschlagnahmt.
Nach der Gründung der Bundeswehr 1955 begann im Jahr darauf wieder die Ausbildung von Marineoffizieren an der Marineschule. 1958 und 1959 kaufte die Marine für die Schule zwei Zwölf-Meter-Rennyachten aus den 1930er Jahren, die die Namen Ostwind und Westwind erhielten und seitdem als Ausbildungs-Segelyachten dienten. 1959 wurde zudem die Gorch Fock für die seemännische Grundausbildung der Schule in Dienst gestellt. Das Schiff der Schule erhielt seinen Heimathafen in Kiel. Die Gorch Fock vollzog ihren ersten Antrittsbesuch in Mürwik aber offenbar noch im Jahr ihrer Indienststellung. Die Gorch Fock besuchte Flensburg des Weiteren 1961, 1962, 1971, 1974, 1984 (zur 700-Jahr-Feier der Stadt im Flensburger Hafen) sowie 1994.
Ende September 2005 verkaufte die Marineschule die zwei Ausbildungs-Segelyachten Westwind und Ostwind auf Grund der Kosten für ihre Unterhaltung. Heutzutage beherbergt der Bootshafen 27 Segelboote, neun Motorboote, Ruder- und Segelkutter, Zweimannsjollen vom Typ „Pirat“, Acht-Meter-Segelyachten vom Typ „Nadine 24“, Zehn-Meter-Segelyachten vom Typ „Hanseat 70B“ und drei über fünfzehn Meter große Yachten für die Ausbildung der Schule.
Seit den 2000er Jahren lag die Gorch Fock mehrfach im Bootshafen, der sozusagen ihren „Kommandohafen“ darstellt. Zu Vereidigung der Marineoffizieranwärter, die alljährlich um den 20. Juli, dem Tag des Widerstandes gegen Hitler, auf der Admiralswiese oberhalb des Bootshafens stattfindet, ist es heute Tradition, dass die Gorch Fock anwesend ist. An Besuchertagen, beispielsweise dem Tag des offenen Denkmals oder dem Tag der offenen Tür, der mehrmals im Jahr ausgerichtet wird, werden beim Bootshafen zumeist kurze Pinassen-Rundfahrten angeboten.

## Anlagen des Bootshafens
Als Kulturdenkmale Mürwiks wurden der im Norden liegende Bootsschuppen I und das im Süden liegende Bootshaus, auch Bootsschuppen II genannt, eingetragen. Das zwischen den beiden Bootshallen liegende Motorenwerk wurde ebenfalls eingetragen. Außerdem wurde die Bootstreppe mit den Torbauten eingetragen. Die lange Freitreppe führt vom Bootshafen ostwärts zum 20 Meter höher gelegenen Plateau auf dem das Hauptgebäude der Schule steht. Im Eingang des Wassertores steht des Weiteren die hölzerne Statue des Prinzen Adalbert von Preußen, nach dessen Gründungsplänen 1848 die Reichsflotte entstand, die erste gesamtdeutsche Marine der deutschen Marinegeschichte, welche bis 1853 existierte. Seit dem Jahr 1853 war er Oberbefehlshaber der preußischen Marine. Auch seine Statue wurde als Kulturdenkmal eingetragen.
Unterhalb des Nordflügels der Schule liegt im nördlichen Bereich des Bootshafens die Nordmole mit dem Nordhafen. Direkt daneben unterhalb des Südflügels der Schule liegt die Südmole, auch Hansabrücke genannt, mit dem Südhafen. Mit der Schließung des benachbarten Marinehafens (vgl. Sonwik) wurde die dortige Alte Blücherbrücke aufgegeben. Die Blücherbrücke wurde in Folge vor die Marineschule südlich der Südmole verlegt (Neue Blücherbrücke).

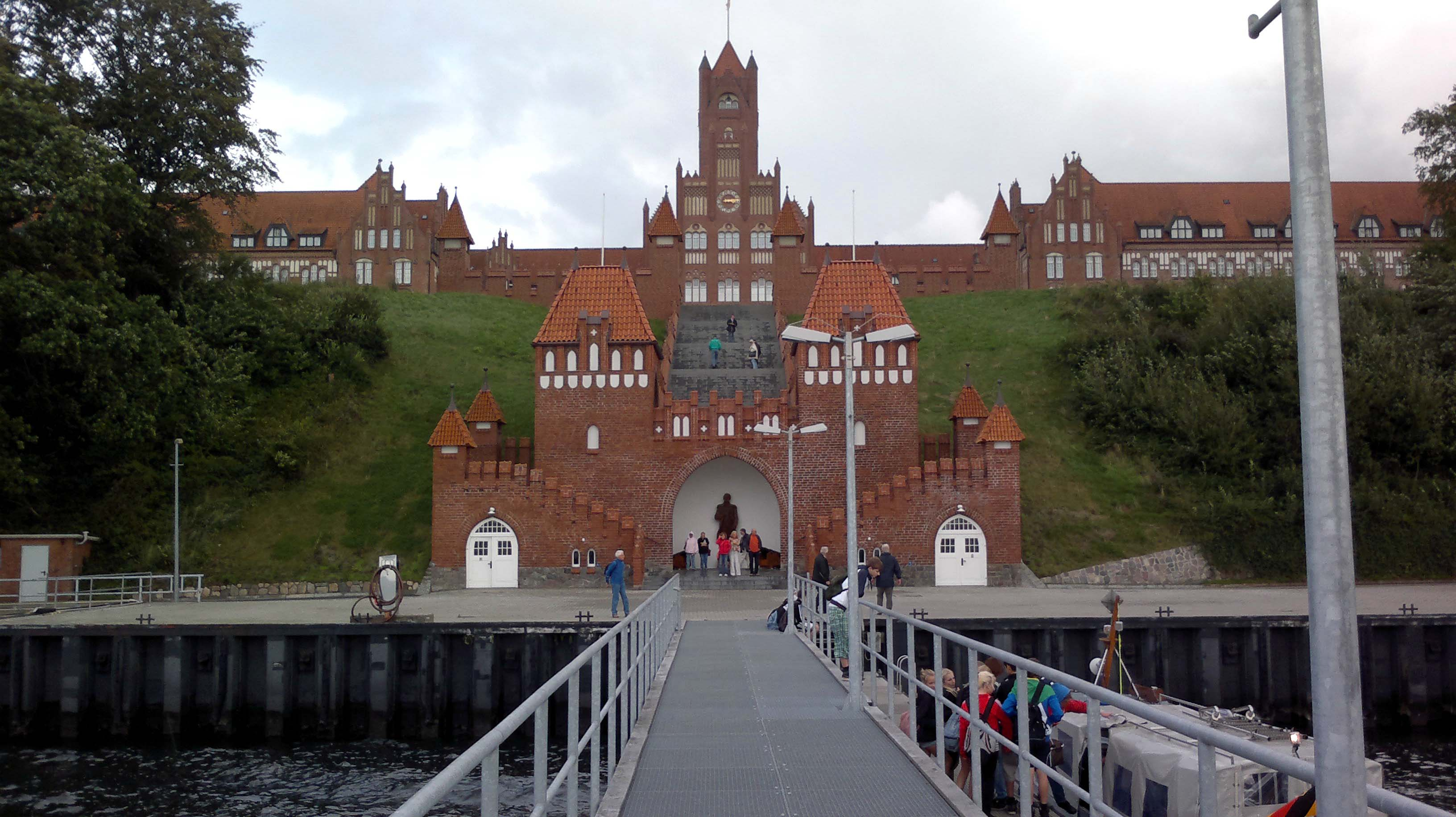
Die Marineschule mit dem Bootshafen darunter (2011)
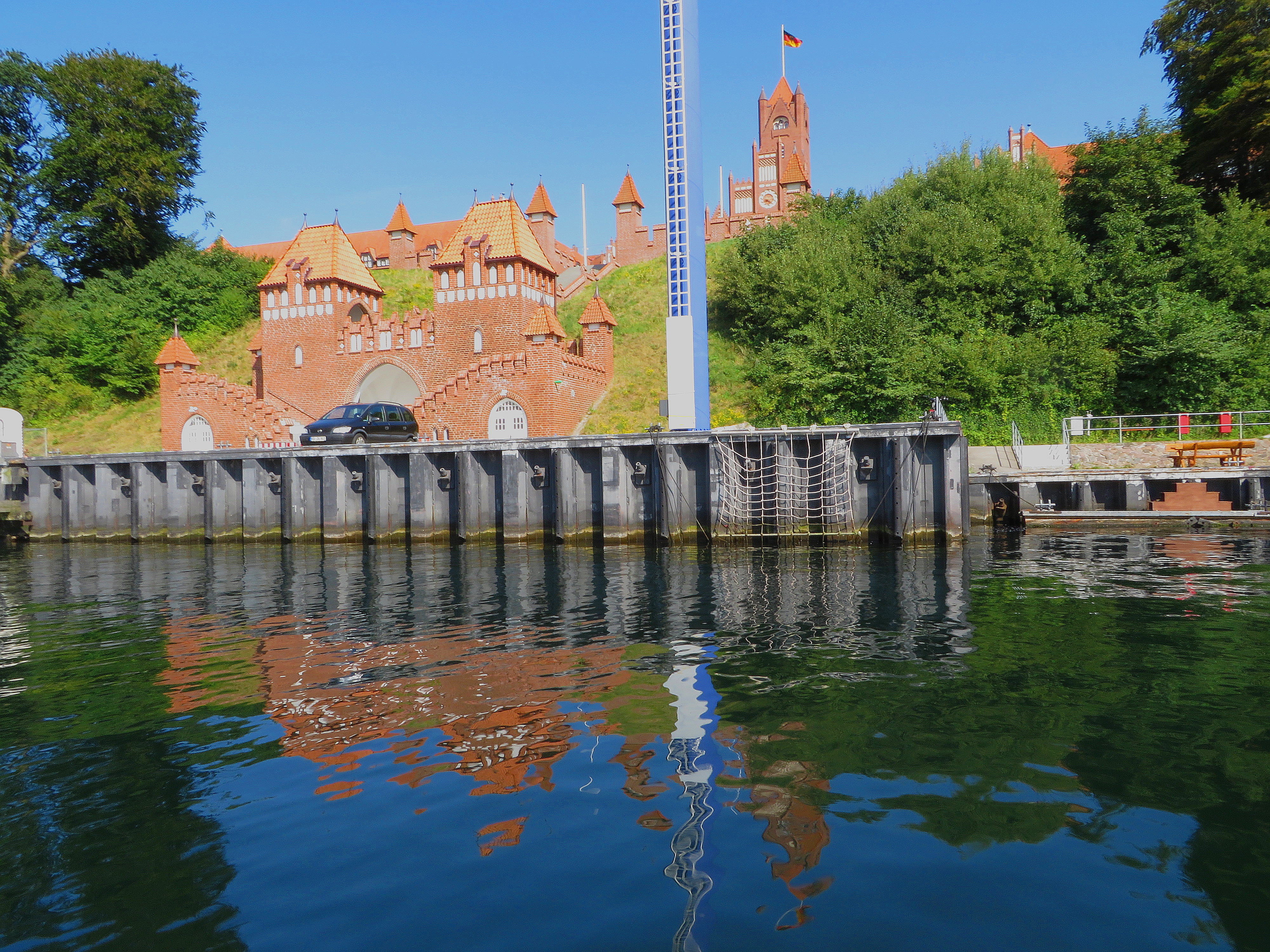
Bootshafen (2014)
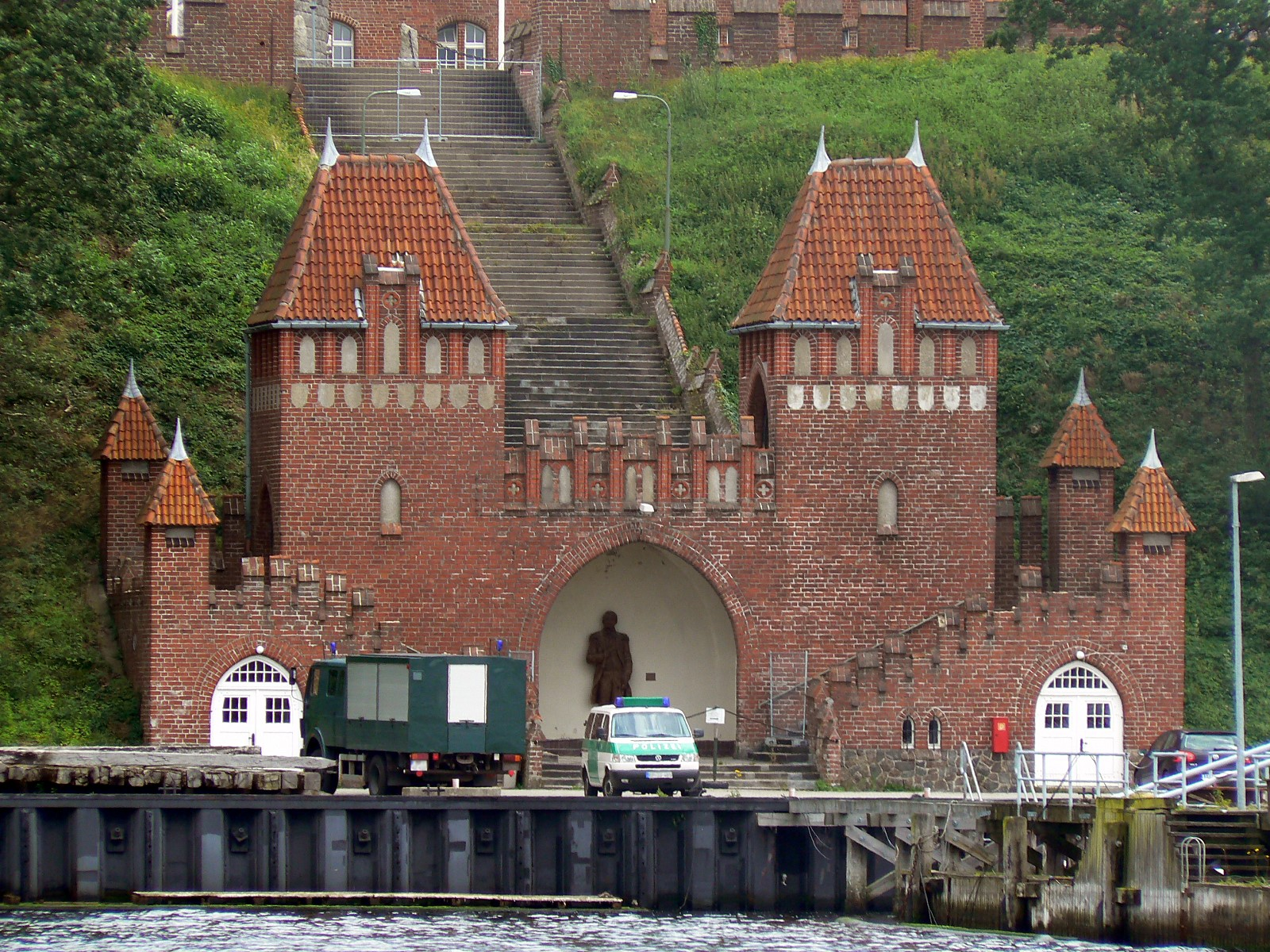
Wassertor mit dem hölzernen Standbild (2007)
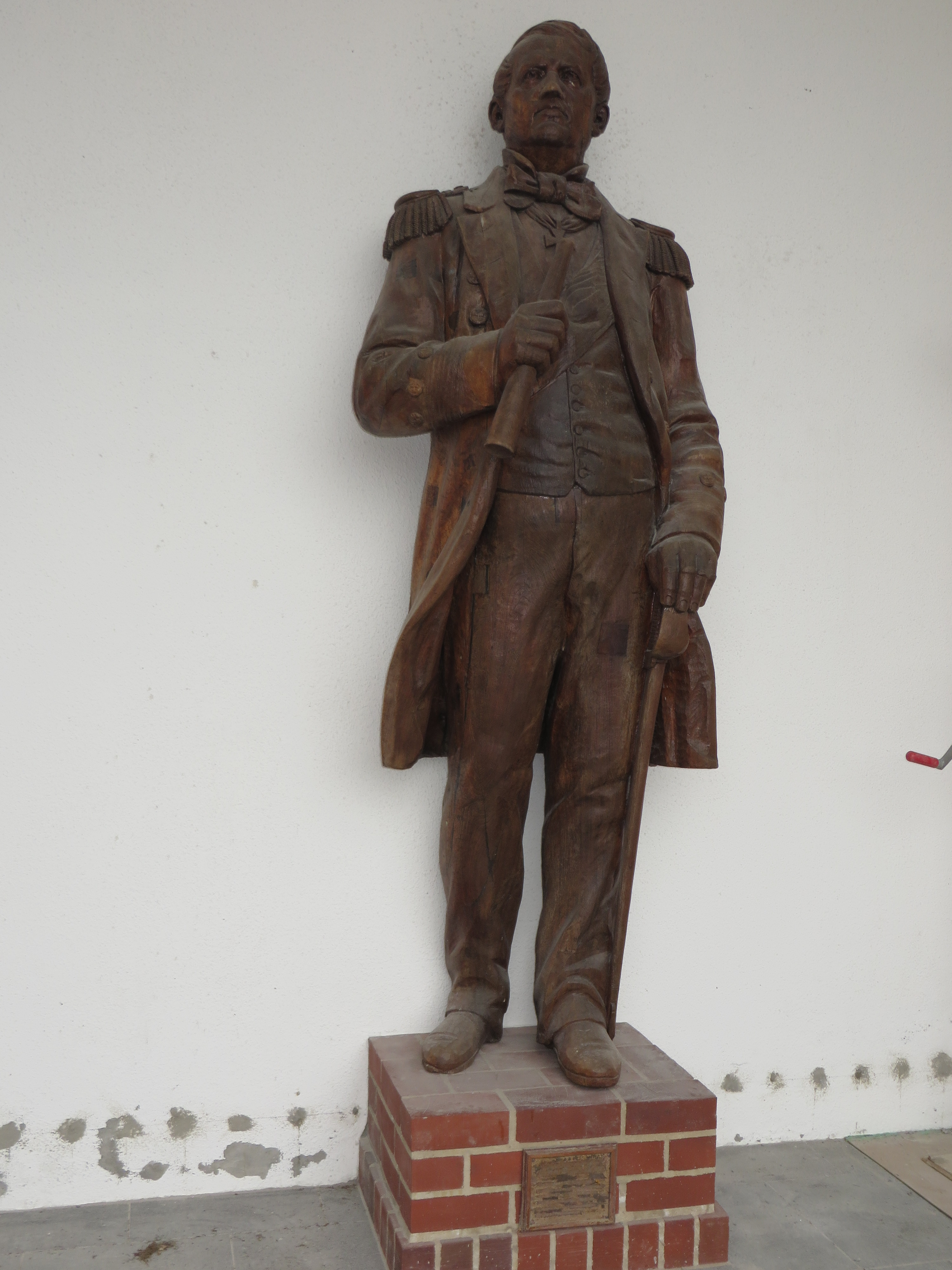
Die Statue des Prinzen (2015)
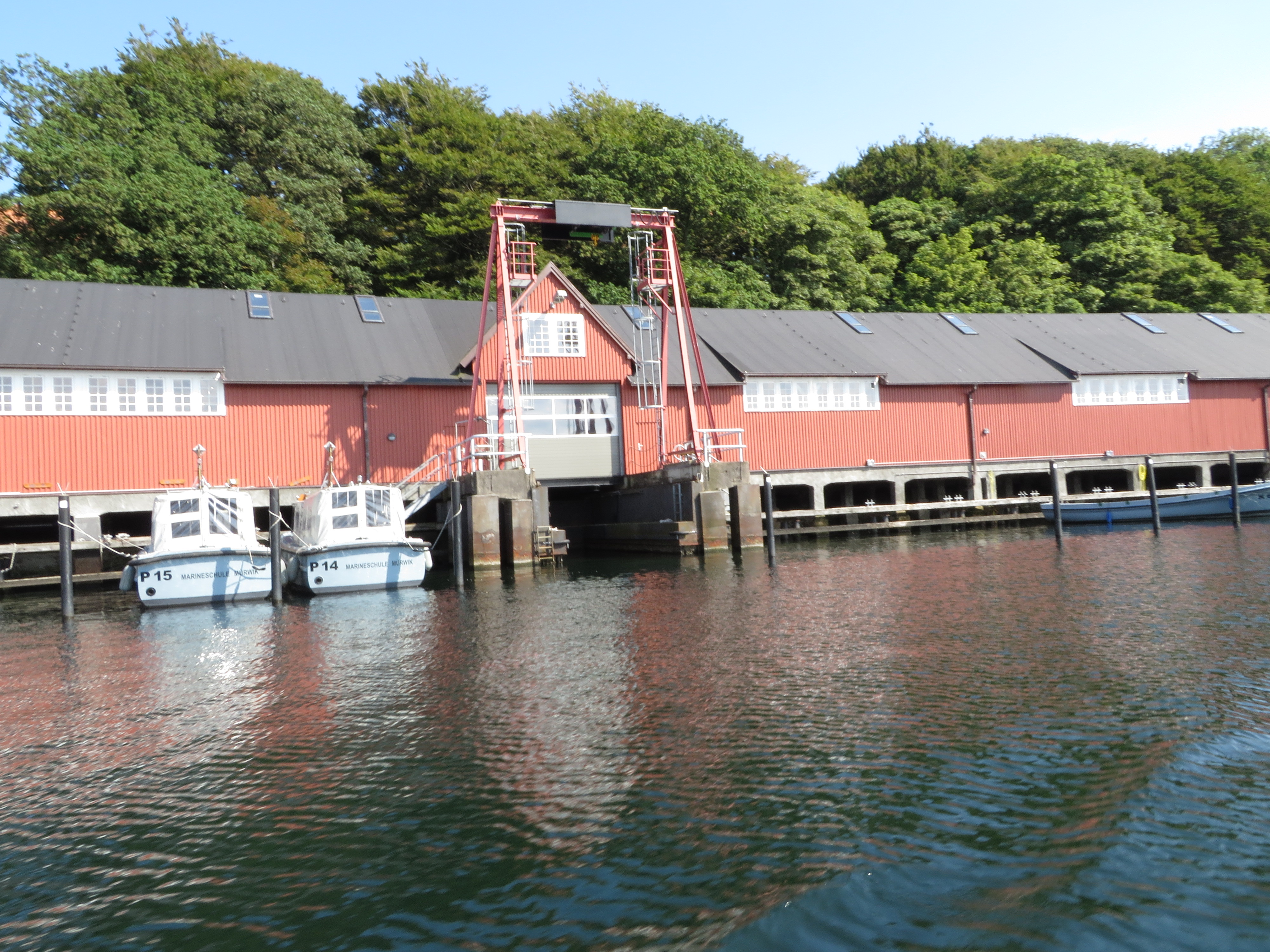
Bootsschuppen I (2014)
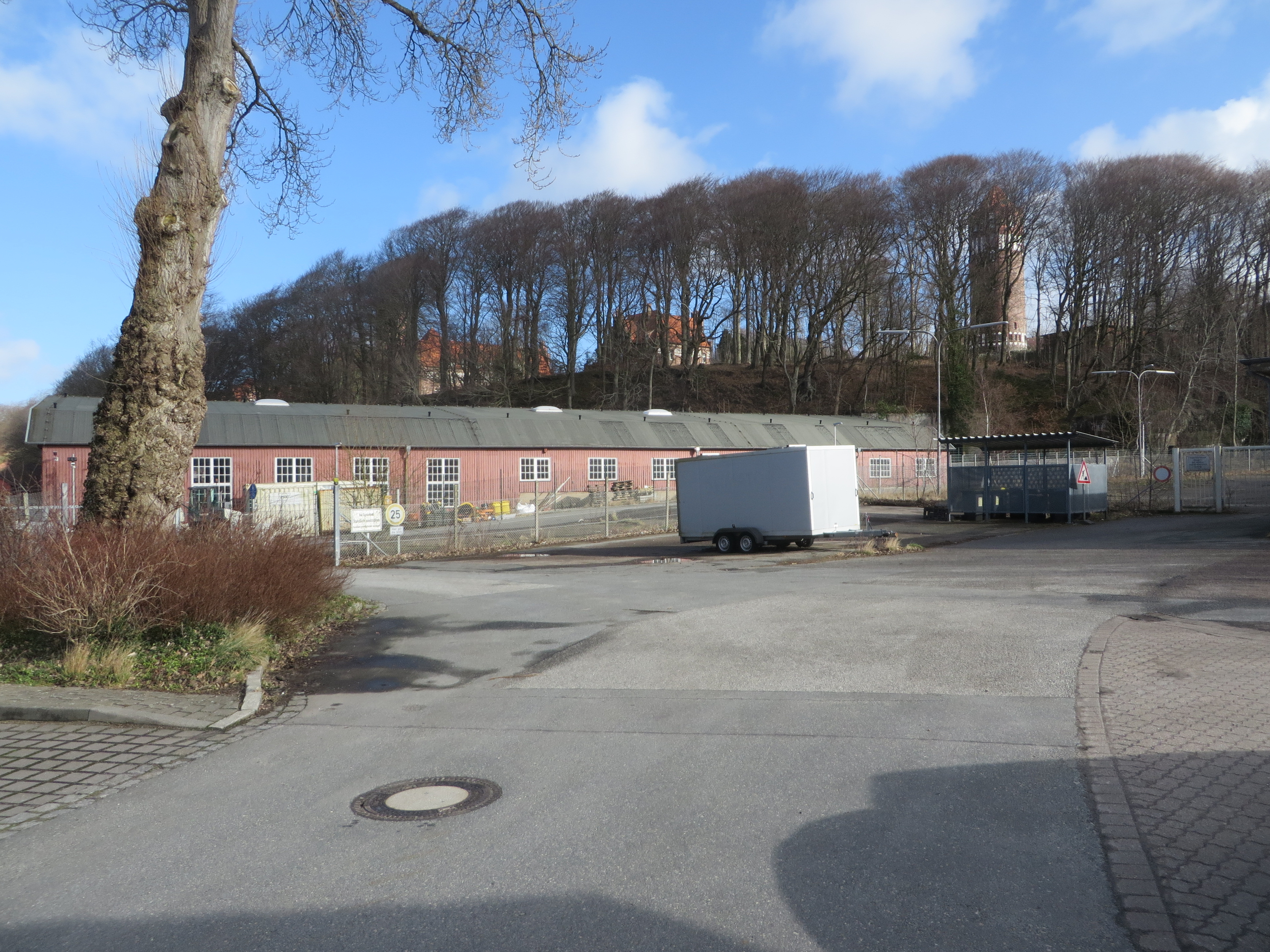
Bootsschuppen II (2017)
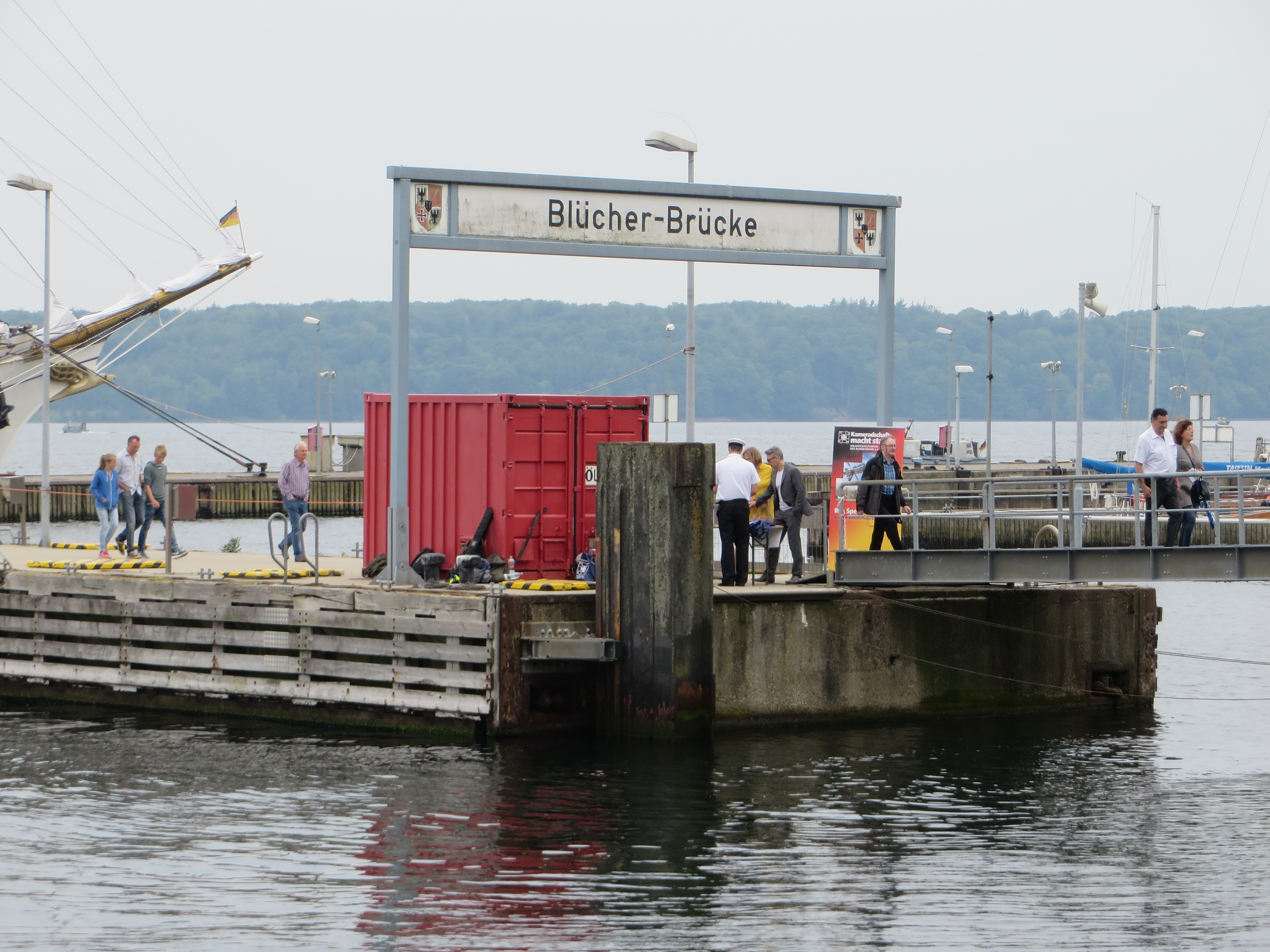
Neue Blücherbrücke (2015)

## Verschiedenes
- Beim Bootshafen fließt die Osbek in die Förde.
- Beim Bootshafen befand sich Anfang der 1950er Jahre ein Ruderbootverleih. Nördlich vom Bootshafen lag damals das Mürwiker Freibad.
- Die Offiziersanwärter der Marineschule Mürwik, die früher einmal im Jahr mit ihren Segelbooten ein „Hot-Dog-Race“ zu Annies Kiosk veranstalteten, gaben ihrem Segelziel auf der anderen Fördeseite den Spitznamen Hotdoghavn (deutsch: Hotdoghafen).[28]
- Der 2012 errichtete Gorch-Fock-Übungsmast steht nicht im Bootshafen, sondern oberhalb nahe dem Trampedachlager, sodass er über die Bootstreppe erreichbar ist.[29]
- Hin und wieder wird die Einrichtung eines Wanderweges entlang des Bootshafens gefordert. Die Marine lehnt dies ab. Sie richtete als Alternative einen Wanderweg von Sonwik hoch zur Fördestraße ein.[30]